# ماهوية تربوية
الماهوية التربوية هي فلسفة تربوية يعتقد أتباعها أن الأطفال يجب أن يتعلموا المواد الأساسية التقليدية بدقة. في مدرسة الفكر الفلسفية هذه، الهدف هو غرس "أساسيات" المعرفة الأكاديمية للطلاب، وتطبيق نهج العودة إلى الأساسيات. تضمن الماهوية أن الحكمة المتراكمة لحضارتنا كما يتم تدريسها في التخصصات الأكاديمية التقليدية تنتقل من المعلم إلى الطالب. قد تشمل هذه التخصصات القراءة والكتابة والأدب واللغات الأجنبية والتاريخ والرياضيات واللغات الكلاسيكية والعلوم والفنون والموسيقى. علاوة على ذلك، فإن هذا النهج التقليدي يهدف إلى تدريب العقل، وتعزيز التفكير، وضمان ثقافة مشتركة.